# 어 싸우전드 워즈
《어 싸우전드 워즈》(영어: A Thousand Words)는 2012년 공개된 미국의 판타지 코미디 드라마 영화이다.

## 줄거리
출판 에이전트 잭은 때로 거짓말도 서슴치 않는 말재주로 계약을 따내곤 한다. 어느 날 뒷마당에 갑자기 보리수 한 그루가 나타나고, 잭이 한 마디 내뱉을 때마다 잎사귀가 하나씩 떨어진다. 잎사귀가 다 떨어지면 잭은 죽게 된다.  

## 출연
- 에디 머피 - 잭 매콜 역
- 케리 워싱턴 - 캐럴라인 매콜 역
- 클라크 듀크 - 에런 와이즈버거 역
- 클리프 커티스 - 신자 박사 역
- 앨리슨 재니 - 서맨사 데이비스 역
- 루비 디 - 애니 매콜 역
- 잭 맥브레이어 - 스타벅스 직원 역
- 스티브 리틀 - 동료 역
- 레니 로프틴 - 로버트 길모어 역
- 알랭 샤바 - 크리스티앙 레제 드라투프 역
- 그레그 콜린스

## 기타 제작진
- 총괄 제작: 제인 바틀메이, 스티브 코렌
- 섭외: 주얼 베스트럽, 세스 얭클위츠
- 미술: 클레이 A. 그리피스
- 의상: 메리 E. 보트